# Suggestieve vraag
Een suggestieve vraag, leidende vraag, meervoudige vraag  (Latijn: plurium interrogationum, Engels: many questions) of geladen vraag (Engels: loaded question) is een vraag die het antwoord suggereert en daardoor heel misleidend kan zijn. Als dit gesuggereerde antwoord onjuist of onbekend is, is er sprake van een drogreden. Met een suggestieve vraag probeert de vraagsteller de ondervraagde te manipuleren en diegene zijn mening op te dringen; het is eerder een verkapte bewering dan een echte vraag. De bedoeling is om de ondervraagde (al dan niet op sluwe wijze, voor het geval hij of zij niet goed oplet) te dwingen een of meerdere aannames te bevestigen die niet (per se) waar zijn of die de ondervraagde niet zou bevestigen als deze los zou(den) worden bevraagd. Door de psychologische druk die ze uitoefenen, kunnen suggestieve vragen (onbedoeld) leiden tot valse bekentenissen of valse getuigenissen.

## Voorbeelden
Criminoloog Marc Bockstaele verdeelt suggestieve vragen onder in vijf vormen.
Vraag met verborgen premisse(n)
Het klassieke voorbeeld is de gesloten vraag “Sla je je vrouw nog steeds?” Deze vraagt om een “ja” of een “nee” als antwoord, maar impliceert altijd dat de ondervraagde zijn vrouw ooit heeft geslagen (een vals dilemma), terwijl een onschuldig iemand de vraag open dient te beantwoorden met: “Ik heb mijn vrouw nooit geslagen.”
Een manier om een meervoudige vraag te vermijden is door hem op te splitsen in meerdere losse vragen:
1. “Heb je ooit je vrouw geslagen?”
2. “Zo ja, doe je dat nog steeds?”

Indien het antwoord op de eerste vraag “nee” is, is de tweede niet meer van toepassing.
Een historisch voorbeeld is de uitzending van Den Haag Vandaag van 22 januari 2009. Een journalist vroeg minister Eimert van Middelkoop na afloop van een debat over de Nederlandse militaire aanwezigheid in Uruzgan: “Is dit uw laatste blunder geweest?” Wanneer de minister “nee” zou hebben geantwoord, zouden collega-politici geen enkel vertrouwen meer in zijn functioneren hebben gehad, maar wanneer hij “ja” zou antwoorden, zou hij toegeven daadwerkelijk een politieke blunder te hebben begaan. De minister liet de vraag onbeantwoord, liep weg van de camera, en voegde er weglopend aan toe dat de journalist in kwestie die vraag aan niemand mocht stellen.
De Glomar Response is geformuleerd als tactisch antwoord op mogelijke suggestieve vragen.
Vraag met verwachting, veronderstelling of vooroordeel van de vragensteller
Met dergelijke vragen probeert men de ondervraagde te intimideren en imponeren om zo een gevormde hypothese of om een eigen vooroordeel bevestigd te zien.
- “Heb ik gelijk als ik zeg dat je daar was?” (weinig suggestief) of “Je was daar hè?” (sterk suggestief).
- “U wilt toch niet zeggen dat u met vakantie naar het overvolle Mallorca gaat?” (suggereert dat vakantie op Mallorca niet leuk kan zijn, hoewel er misschien best rustige plekjes zijn).

Vraag die suggestief als voorinformatie wordt gegeven
- “We hebben de dader gepakt. Herken je hem in deze line-up?” (slachtoffer kan zich verplicht voelen om iemand aan te wijzen).[1]

Retorische vraag
De vragensteller laat zelf al blijken welk antwoord hij verwacht door de manier waarop hij de vraag stelt. De staartvraag (Engels: tag question) is hiervan een variant, bijvoorbeeld “...denk je ook niet?” Als het vertrouwen van de ondervraagde in de vragensteller sterk is, wordt met een staartvraag de kans op overtuigen vergroot.
Vraag die suggestief is door de woordkeuze
Het precieze woordgebruik in een vraag kan een misleidend effect hebben op het soort antwoord dat men krijgt.
- “Hoe snel reed je toen je tegen de andere auto aanreed?” versus “Hoe snel reed je toen je tegen de andere auto botste?” (de eerste vorm is neutraler, omdat 'botsen' impliceert dat de klap hard was en dus dat men hard reed).
- “Zag je het wapen?” versus “Zag je een wapen?” (de tweede vorm is beter, omdat dit niet aanneemt dat er een wapen was).